# Afrikanska mästerskapen i simning 2021
Afrikanska mästerskapen i simning 2021 var den 14:e upplagan av Afrikanska mästerskapen i simning. Tävlingen hölls mellan den 11 och 17 oktober 2021 i Accra i Ghana. Det var första gången som Ghana var värdland för mästerskapen. De afrikanska juniormästerskapen genomfördes samtidigt för pojkar under 18 år och flickor under 17 år.
Öppet vatten-simningen genomfördes i Akosombo.

## Medaljörer seniorer

### Herrar
| Spel                      | Guld                                                                      | Guld         | Silver                                                              | Silver   | Brons                                                                                | Brons    |
| 50 m frisim               | Ali Khalafalla Egypten                                                    | 22,48        | Guy Brooks Sydafrika                                                | 22,60    | Yassin Hossam Sydafrika                                                              | 22,69    |
| 100 m frisim              | Mohamed Samy Egypten                                                      | 50,23        | Guy Brooks Sydafrika                                                | 50,34    | Clayton Jimmie Sydafrika                                                             | 50,79    |
| 200 m frisim              | Marwan Elkamash Egypten                                                   | 1.50,17      | Andrew Ross Sydafrika                                               | 1.51,63  | Guy Brooks Sydafrika                                                                 | 1.51,99  |
| 400 m frisim              | Marwan Elkamash Egypten                                                   | 3.55,93      | Mohamed Ben Ajmia Tunisien                                          | 3.59,97  | Roberto Gomes Sydafrika                                                              | 4.03,72  |
| 800 m frisim              | Marwan El Kamash Egypten                                                  | 8.04,88      | Mohamed Moselhy Egypten                                             | 8.06,25  | Roberto Gomes Sydafrika                                                              | 8.27,33  |
| 1 500 m frisim            | Marwan El Kamash Egypten                                                  | 15.40,65     | Mohamed Moselhy Egypten                                             | 15.51,80 | Roberto Gomes Sydafrika                                                              | 16.24,33 |
| 50 m ryggsim              | Mohamed Samy Egypten                                                      | 25,34 0MR0   | Abdellah Ardjoune Algeriet                                          | 25,78    | Aly Khala Falah Egypten                                                              | 26,97    |
| 100 m ryggsim             | Mohamed Samy Egypten                                                      | 56,23        | Martin Binedell Sydafrika                                           | 56,57    | Abdellah Ardjoune Algeriet                                                           | 56,67    |
| 200 m ryggsim             | Martin Binedell Sydafrika                                                 | 2.00,54 0MR0 | Mohamed Mohamady Egypten                                            | 2.03,07  | Ruan Ras Sydafrika                                                                   | 2.03,98  |
| 50 m bröstsim             | Youssef Elkamash Egypten                                                  | 28,08        | Matthew Randle Sydafrika                                            | 28,70    | Ronan Wantenaar Namibia                                                              | 28,71    |
| 100 m bröstsim            | Youssef Elkamash Egypten                                                  | 1.02,05      | Matthew Randle Sydafrika                                            | 1.03,06  | Jaouad Syoud Algeriet                                                                | 1.03,10  |
| 200 m bröstsim            | Bailey Musgrave Sydafrika                                                 | 2.14,47      | Matthew Randle Sydafrika                                            | 2.15,03  | Youssef Elkamash Egypten                                                             | 2.18,03  |
| 50 m fjärilsim            | Clayton Jimmie Sydafrika                                                  | 24,13        | Abeiku Jackson GhanaAli Khalafalla Egypten                          | 24,18    | ingen tilldelad                                                                      |          |
| 100 m fjärilsim           | Jaouad Syoud Algeriet                                                     | 52,89        | Guy Brooks Sydafrika                                                | 53,91    | Abeiku Jackson Ghana                                                                 | 53,98    |
| 200 m fjärilsim           | Ross Hartigan Sydafrika                                                   | 2.00,10 0MR0 | Ruan Ras Sydafrika                                                  | 2.01,67  | Ramzi Chouchar Algeriet                                                              | 2.06,88  |
| 200 m medley              | Jaouad Syoud Algeriet                                                     | 2.02,46      | Mohamed Samy Hassan Egypten                                         | 2.04,53  | Yassine Elshammaa Egypten                                                            | 2.04,60  |
| 400 m medley              | Ruan Ras Sydafrika                                                        | 4.24,46      | Yassine Elshammaa Egypten                                           | 4.27,27  | Salah Amin Nour Egypten                                                              | 4.29,80  |
| 4 x 100 m frisim stafett  | Egypten Yassin Hossam Marwan Elkamash Ali Khalafalla Mohamed Samy         | 3.20,04 0MR0 | Sydafrika Andrew Ross Clayton Jimmie Martin Binedell Guy Brooks     | 3.21,04  | Senegal El Hadji Adama Niane Karl-Wilson Aimable Amadou Ndiaye Matthieu Ousmane Seye | 3.32,93  |
| 4 x 200 m frisim stafett  | Egypten Yassine Elshammaa Mohamed Samy Mohamed Mohamady Marwan Elkamash   | 7.29,60      | Sydafrika Andrew Ross Luca Holtzhausen Ross Hartigan Guy Brooks     | 7.34,09  | Senegal Amadou Ndiaye Karl-Wilson Aimable Matthieu Ousmane Seye Ousseynou Diop       | 7.58,65  |
| 4 x 100 m medley stafett  | Egypten Youssef Abdalla Said Youssef Elkamash Ali Khalafalla Mohamed Samy | 3.41,70 0MR0 | Sydafrika Martin Binedell Guy Brooks Bailey Musgrave Clayton Jimmie | 3.45,80  | Angola Salvador Gordo Pedro Pinotes Daniel Francisco Henrique Mascarenhas            | 4.02,03  |
| 3 km öppet vatten-simning | Mohamed Moselhy Egypten                                                   | 32.45,11     | Mohamed Ben Ajmia Tunisien                                          | 32.56,98 | Ramzi Chouchar Algeriet                                                              | 33.05,69 |

### Damer
| Spel                      | Guld                                                                     | Guld         | Silver                                                                    | Silver   | Brons                                                                   | Brons        |
| 50 m frisim               | Inge Weidemann Sydafrika                                                 | 25,83        | Caitlin de Lange Sydafrika                                                | 26,15    | Amel Melih Algeriet                                                     | 26,23        |
| 100 m frisim              | Rebecca Meder Sydafrika                                                  | 56,22        | Inge Weidemann Sydafrika                                                  | 56,31    | Amel Melih Algeriet                                                     | 57,58        |
| 200 m frisim              | Rebecca Meder Sydafrika                                                  | 2.02,65      | Christin Mundell Sydafrika                                                | 2.04,60  | Catarina Sousa Angola                                                   | 2.10,78      |
| 400 m frisim              | Christin Mundell Sydafrika                                               | 4.40,02      | Stephanie Houtman Sydafrika                                               | 4.40,17  | Sara Abdelghany Egypten                                                 | 4.44,73      |
| 800 m frisim              | Stephanie Houtman Sydafrika                                              | 9.07,14      | Samantha Randle Sydafrika                                                 | 9.07,95  | Sara Abdelghany Egypten                                                 | 9.54,84      |
| 50 m ryggsim              | Samiha Mohsen Egypten                                                    | 29,63        | Amel Melih Algeriet                                                       | 30,02    | Caitlin de Lange Sydafrika                                              | 30,09        |
| 100 m ryggsim             | Rebecca Meder Sydafrika                                                  | 1.02,90      | Samiha Mohsen Egypten                                                     | 1.04,73  | Samantha Randle Sydafrika                                               | 1.06,01      |
| 200 m ryggsim             | Rebecca Meder Sydafrika                                                  | 2.16,74      | Samantha Randle Sydafrika                                                 | 2.17,21  | Samiha Mohsen Egypten                                                   | 2.23,00      |
| 50 m bröstsim             | Christin Mundell Sydafrika                                               | 32,64        | Sarah Soliman Egypten                                                     | 33,83    | Jayla Pina Kap Verde                                                    | 34,65        |
| 100 m bröstsim            | Emily Visagie Sydafrika                                                  | 1.10,81 0MR0 | Christin Mundell Sydafrika                                                | 1.11,09  | Nour Diaa Elgendy Egypten                                               | 1.12,74      |
| 200 m bröstsim            | Emily Visagie Sydafrika                                                  | 2.35,35      | Tessa Ip Hen Cheung Mauritius                                             | 2.47,39  | Reedah Shaw Sydafrika                                                   | 2.50,78      |
| 50 m fjärilsim            | Inge Weidemann Sydafrika                                                 | 27,14        | Caitlin de Lange Sydafrika                                                | 27,66    | Amel Melih Algeriet                                                     | 27,68        |
| 100 m fjärilsim           | Oumy Diop Senegal                                                        | 1.03,13      | Inge Weidemann Sydafrika                                                  | 1.04,09  | Lizanne Viljoen Sydafrika                                               | 1.04,19      |
| 200 m fjärilsim           | Lizanne Viljoen Sydafrika                                                | 2.19,35      | Rawan Eldamaty Egypten                                                    | 2.23,07  | Sara Abdelghany Egypten                                                 | 2.24,23      |
| 200 m medley              | Rebecca Meder Sydafrika                                                  | 2.15,45 0MR0 | Emily Visagie Sydafrika                                                   | 2.24,45  | Jayla Pina Kap Verde                                                    | 2.27,06      |
| 400 m medley              | Rebecca Meder Sydafrika                                                  | 4.55,36      | Christin Mundell Sydafrika                                                | 5.10,80  | Sara Abdelghany Egypten                                                 | 5.20,43      |
| 4 x 100 m frisim stafett  | Sydafrika Inge Weidemann Hannah Robertson Caitlin de Lange Rebecca Meder | 3.49,91 0MR0 | Egypten Nour Diaa Elgendy Farida Samra Carine Abdelmalak Sara Elsammany   | 3.56,71  | Senegal Jeanne Boutbien Oumy Diop Mariama Dramé Ndeye Thieufour Dieye   | 4.11,35      |
| 4 x 200 m frisim stafett  | Sydafrika Hannah Robertson Christin Mundell Leigh McMorran Rebecca Meder | 8.26,35 0MR0 | Egypten Farida Samra Sarah Bahaa Hassanin Nour Diaa Elgendy Gihan Abdulla | 8.45,22  | Angola Maria Lopes de Freitas Lia Ana Lima Rafaela Santo Catarina Sousa | 9.14,26 0NR0 |
| 4 x 100 m medley stafett  | Sydafrika Rebecca Meder Inge Weidemann Emily Visagie Hannah Robertson    | 4.16,22      | Egypten Samiha Mohsen Rawan Eldamaty Nour Diaa Elgendy Farida Samra       | 4.19,34  | Angola Catarina Sousa N'Hara Fernandes Lia Lima Maria Freitas           | 4.40,76      |
| 5 km öppet vatten-simning | Samantha Randle Sydafrika                                                | 37.11,35     | Stephanie Houtman Sydafrika                                               | 38.23,18 | Ayat Allah El Anouar Marocko                                            | 38.48,52     |

### Mix
| Spel                     | Guld                                                                   | Guld         | Silver                                                                | Silver  | Brons                                                                        | Brons   |
| 4 x 100 m frisim stafett | Sydafrika Andrew Ross Rebecca Meder Inge Weidemann Guy Brooks          | 3.34,02 0MR0 | Egypten Mohamed Samy Nour Diaa Elgendy Ali Khalafalla Farida Samra    | 3.39,03 | Senegal El Hadji Adama Niane Jeanne Boutbien Matthieu Ousmane Seye Oumy Diop | 3.46,25 |
| 4 x 100 m medley stafett | Sydafrika Martin Binedell Bailey Musgrave Rebecca Meder Inge Weidemann | 3.56,74 0MR0 | Egypten Samiha Mohsen Youssef Elkamash Nour Diaa Elgendy Mohamed Samy | 3.58,28 | Angola Salvador Gordo Pedro Pinotes Lia Lima Catarina Sousa                  | 4.14,58 |

## Medaljörer juniorer

### Pojkar
| Spel                               | Guld                                                                                 | Guld     | Silver                                                                          | Silver   | Brons                                                                | Brons    |
| 50 m frisim                        | Guy Brooks Sydafrika                                                                 | 22,65    | Yassin Hossam Egypten                                                           | 22,78    | Sohib Khodry Egypten                                                 | 23,42    |
| 100 m frisim                       | Guy Brooks Sydafrika                                                                 | 50,80    | Mohamed Hany Mohamady Egypten                                                   | 51,16    | Sohib Khodry Egypten                                                 | 51,54    |
| 200 m frisim                       | Guy Brooks Sydafrika                                                                 | 1.52,20  | Mohamed Hany Mohamady Egypten                                                   | 1.53,12  | Hamza Benhlima Marocko                                               | 1.53,18  |
| 400 m frisim                       | Mohamed Khalil Ben Ajmia Tunisien                                                    | 4.02,12  | Omar Rayan Egypten                                                              | 4.03,35  | Ahmed Sameh Abdelsalam Egypten                                       | 4.03,66  |
| 800 m frisim                       | Mohamed Khalil Ben Ajmia Tunisien                                                    | 8.16,08  | Youssef Elhady Salem Egypten                                                    | 8.27,89  | Ahmed Sameh Abdelsalam Egypten                                       | 8.28,10  |
| 1 500 m frisim                     | Mohamed Khalil Ben Ajmia Tunisien                                                    | 16.01,29 | Omar Rayan Egypten                                                              | 16.19,61 | Youssef Elhady Salem Egypten                                         | 16.44,47 |
| 50 m ryggsim                       | Hamza Benhlima Marocko                                                               | 27,37    | Sohib Khodry Egypten                                                            | 27,39    | Mohamed Hany Mohamady Egypten                                        | 27,42    |
| 100 m ryggsim                      | Mohamed Hany Mohamady Egypten                                                        | 57,32    | Liam Vehbi Sydafrika                                                            | 58,72    | Yassin Hossam Egypten                                                | 58,81    |
| 200 m ryggsim                      | Mohamed Hany Mohamady Egypten                                                        | 2.02,16  | Guy Brooks Sydafrika                                                            | 2.07,07  | Liam Vehbi Sydafrika                                                 | 2.08,25  |
| 50 m bröstsim                      | Matthew Randle Sydafrika                                                             | 28,87    | Mohannad Wagih Mostafa Egypten                                                  | 29,00    | Seif Omara Egypten                                                   | 29,16    |
| 100 m bröstsim                     | Matthew Randle Sydafrika                                                             | 1.03,16  | Mohannad Wagih Mostafa Egypten                                                  | 1.04,65  | Jaiden Staines Sydafrika                                             | 1.04,91  |
| 200 m bröstsim                     | Matthew Randle Sydafrika                                                             | 2.16,97  | Jaiden Staines Sydafrika                                                        | 2.23,14  | Ahmed Ismail Ibrahim Egypten                                         | 2.23,50  |
| 50 m fjärilsim                     | Sohib Khodry Egypten                                                                 | 24,19    | Matthew Lawrence Moçambique                                                     | 25,09    | Guy Brooks Sydafrika                                                 | 25,14    |
| 100 m fjärilsim                    | Guy Brooks Sydafrika                                                                 | 54,33    | Sohib Khodry Egypten                                                            | 54,73    | Stephen Ndegwa Kenya                                                 | 56,60    |
| 200 m fjärilsim                    | Ahmed Tarek Mohamed Egypten                                                          | 2.03,28  | Liam Vehbi Sydafrika                                                            | 2.08,94  | Salvador Vieira Gordo Angola                                         | 2.10,20  |
| 200 m medley                       | Matthew Randle Sydafrika                                                             | 2.08,29  | Mohamed Hany Mohamady Sydafrika                                                 | 2.10,52  | Hamza Benhlima Marocko                                               | 2.10,89  |
| 400 m medley                       | Matthew Randle Sydafrika                                                             | 4.39,88  | Hamza Benhlima Marocko                                                          | 4.45,37  | Jarden Eaton Sydafrika                                               | 4.52,56  |
| 4 x 100 m frisim stafett           | Egypten Yassin Hossam Mohannad Wagih Mostafa Sohib Khodry Mohamed Hany Mohamady      | 3.26,40  | Sydafrika Luca Holtzhausen Kaydn Naidoo Guy Brooks Liam Vehbi                   | 3.27,49  | Moçambique Matthew Lawrence Valentin Da Costa Caio Lobo Justino Pale | 3.53,83  |
| 4 x 200 m frisim stafett           | Egypten Omar Rayan Ahmed Sameh Abdelsalam Youssef Elhady Salem Mohamed Hany Mohamady | 7.41,55  | Sydafrika Luca Holtzhausen Liam Vehbi Jarden Eaton Guy Brooks                   | 7.48,78  | Moçambique Matthew Lawrence Kaio Faftine Caio Lobo Justino Pale      | 8.28,98  |
| 4 x 100 m medley stafett           | Sydafrika Liam Vehbi Matthew Randle Guy Brooks Luca Holtzhausen                      | 3.46,52  | Egypten Mohamed Hany Mohamady Mohannad Wagih Mostafa Sohib Khodry Yassin Hossam | 3.46,60  | Moçambique Kaio Faftine Valentin Da Costa Caio Lobo Justino Pale     | 4.04,45  |
| 3 km öppet vatten-simning (-17 år) | Moataz Ibrahim Hassan Egypten                                                        | 33.44,2  | Leshen Pillay Sydafrika                                                         | 34.28,3  | Liam Elouardi Marocko                                                | 35.53,8  |
| 3 km öppet vatten-simning (-15 år) | Keegan Wright Sydafrika                                                              | 35.11,9  | Ahmed Elhorany Egypten                                                          | 35.53,5  | Mohamed El Malki Marocko                                             | 36.02,5  |

### Damer
| Spel                               | Guld                                                                            | Guld     | Silver                                                                           | Silver   | Brons                                                                 | Brons    |
| 50 m frisim                        | Caitlin de Lange Sydafrika                                                      | 26,19    | Kirabo Namutebi Uganda                                                           | 26,26    | Carine Abdelmalak Egypten                                             | 26,73    |
| 100 m frisim                       | Hannah Robertson Sydafrika                                                      | 57,94    | Farida Samra Egypten                                                             | 59,17    | Carine Abdelmalak Egypten                                             | 59,70    |
| 200 m frisim                       | Hannah Robertson Sydafrika                                                      | 2.06,12  | Leigh McMorran Sydafrika                                                         | 2.07,19  | Gihan Abdulla Egypten                                                 | 2.09,39  |
| 400 m frisim                       | Hannah Robertson Sydafrika                                                      | 4.26,93  | Lojine Abdalla Hamed Egypten                                                     | 4.29,90  | Sarah Bahaa Hassanin Egypten                                          | 4.31,86  |
| 800 m frisim                       | Leigh McMorran Sydafrika                                                        | 9.01,61  | Lojine Abdalla Hamed Egypten                                                     | 9.15,66  | Jamila Boulakbèche Tunisien                                           | 9.17,95  |
| 1 500 m frisim                     | Catherine van Rensburg Sydafrika                                                | 17.08,04 | Leigh McMorran Sydafrika                                                         | 17.10,68 | Lojine Abdalla Hamed Egypten                                          | 17.53,82 |
| 50 m ryggsim                       | Sara Elsammany Egypten                                                          | 29,84    | Raghd Mohamed Egypten                                                            | 30,00    | Caitlin de Lange Sydafrika                                            | 30,06    |
| 100 m ryggsim                      | Sara Elsammany Egypten                                                          | 1.04,62  | Raghd Mohamed Egypten                                                            | 1.06,34  | Bernelee Doster Sydafrika                                             | 1.07,72  |
| 200 m ryggsim                      | Bernelee Doster Sydafrika                                                       | 2.23,26  | Fareeda Amr Morsy Egypten                                                        | 2.23,69  | Raghd Mohamed Egypten                                                 | 2.23,71  |
| 50 m bröstsim                      | Caitlin de Lange Sydafrika                                                      | 33,28    | Sarah Soliman Egypten                                                            | 34,16    | Jayla Pina Kap Verde                                                  | 34,60    |
| 100 m bröstsim                     | Catherine van Rensburg Sydafrika                                                | 1.12,76  | Nour Diaa Elgendy Egypten                                                        | 1.13,71  | Caitlin de Lange Sydafrika                                            | 1.14,90  |
| 200 m bröstsim                     | Catherine van Rensburg Sydafrika                                                | 2.36,17  | Rawan Tamer Eldamaty Egypten                                                     | 2.38,01  | Nour Diaa Elgendy Egypten                                             | 2.38,35  |
| 50 m fjärilsim                     | Caitlin de Lange Sydafrika                                                      | 27,78    | Sara Elsammany Egypten                                                           | 28,47    | Farida Samra Egypten                                                  | 28,66    |
| 100 m fjärilsim                    | Nour Diaa Elgendy Egypten                                                       | 1.02,16  | Rawan Tamer Eldamaty Egypten                                                     | 1.02,67  | Sawsane Elgamah Marocko                                               | 1.07,24  |
| 200 m fjärilsim                    | Leigh McMorran Sydafrika                                                        | 2.20,76  | Meryem Bahajoub Marocko                                                          | 2.33,76  | Nicole Redecker Namibia                                               | 2.36,15  |
| 200 m medley                       | Nour Diaa Elgendy Egypten                                                       | 2.21,29  | Rawan Tamer Eldamaty Egypten                                                     | 2.21,51  | Sarah Mc Laren Sydafrika                                              | 2.31,83  |
| 400 m medley                       | Catherine van Rensburg Sydafrika                                                | 5.06,17  | Rawan Tamer Eldamaty Egypten                                                     | 5.11,73  | Nicole Redecker Namibia                                               | 5.24,63  |
| 4 x 100 m frisim stafett           | Egypten Nour Diaa Elgendy Gihan Abdulla Carine Abdelmalak Sara Elsammany        | 3.53,86  | Sydafrika Hannah Robertson Caitlin de Lange Leigh McMorran Rachel Groepes        | 3.54,25  | Marocko Sofia Garnoussi Rimi Jennate Sawsane Elgamah Inass Allaoui    | 4.13,40  |
| 4 x 200 m frisim stafett           | Sydafrika Hannah Robertson Catherine van Rensburg Leigh McMorran Sarah Mc Laren | 8.46,88  | Egypten Sarah Bahaa Hassanin Gihan Abdulla Lojine Abdalla Hamed Farida Samra     | 8.48,86  | Marocko Sofia Garnoussi Meryem Bahajoub Sawsane Elgamah Inass Allaoui | 9.19,09  |
| 4 x 100 m medley stafett           | Egypten Sara Elsammany Nour Diaa Elgendy Rawan Eldamaty Gihan Abdulla           | 4.20,80  | Sydafrika Bernelee Doster Catherine van Rensburg Rachel Groepes Hannah Robertson | 4.21,79  | Marocko Rimi Jennate Inass Allaoui Meryem Bahajoub Sofia Garnoussi    | 4.43,69  |
| 3 km öppet vatten-simning (-17 år) | Leigh McMorran Sydafrika                                                        | 36.23,5  | Catherine van Rensburg Sydafrika                                                 | 36.32,7  | Mariam Elsheikh Egypten                                               | 39.12,6  |
| 3 km öppet vatten-simning (-15 år) | Jamila Boulakbèche Tunisien                                                     | 36.43,4  | Fara Fathi Soliman Egypten                                                       | 38.30,2  | Tiara Finnis Sydafrika                                                | 41.34,8  |

### Mix
| Spel                     | Guld                                                                    | Guld    | Silver                                                                        | Silver  | Brons                                                                       | Brons   |
| 4 x 100 m frisim stafett | Sydafrika Luca Holtzhausen Caitlin de Lange Hannah Robertson Guy Brooks | 3.38,35 | Egypten Mohamed Hany Mohamady Sohib Khodry Gihan Abdulla Nour Diaa Elgendy    | 3.41,56 | Marocko Ilia El Fallaki Achraf Inass Allaoui Sofia Garnoussi Hamza Benhlima | 3.56,27 |
| 4 x 100 m medley stafett | Sydafrika Bernelee Doster Matthew Randle Guy Brooks Hannah Robertson    | 4.00,83 | Egypten Sara Elsammany Mohannad Wagih Mostafa Nour Diaa Elgendy Yassin Hossam | 4.05,72 | Namibia José Canjulo Nicole Redecker Mikah Burger Trisha Mutumbulua         | 4.22,88 |

## Medaljtabeller

### Seniorer
*   Värdland ( Ghana)
| Nr                   | Nation               | Guld | Silver | Brons | Totalt |
| -------------------- | -------------------- | ---- | ------ | ----- | ------ |
| 1                    | Sydafrika (RSA)      | 25   | 24     | 10    | 59     |
| 2                    | Egypten (EGY)        | 15   | 14     | 11    | 40     |
| 3                    | Algeriet (ALG)       | 2    | 2      | 7     | 11     |
| 4                    | Senegal (SEN)        | 1    | 0      | 4     | 5      |
| 5                    | Tunisien (TUN)       | 0    | 2      | 0     | 2      |
| 6                    | Ghana (GHA)*         | 0    | 1      | 1     | 2      |
| 7                    | Mauritius (MRI)      | 0    | 1      | 0     | 1      |
| 8                    | Angola (ANG)         | 0    | 0      | 5     | 5      |
| 9                    | Kap Verde (CPV)      | 0    | 0      | 2     | 2      |
| 10                   | Marocko (MAR)        | 0    | 0      | 1     | 1      |
| 10                   | Namibia (NAM)        | 0    | 0      | 1     | 1      |
| Totalt (11 nationer) | Totalt (11 nationer) | 43   | 44     | 42    | 129    |

### Juniorer
*   Värdland ( Ghana)
| Nr                   | Nation               | Guld | Silver | Brons | Totalt |
| -------------------- | -------------------- | ---- | ------ | ----- | ------ |
| 1                    | Sydafrika (RSA)      | 28   | 13     | 9     | 50     |
| 2                    | Egypten (EGY)        | 13   | 29     | 18    | 60     |
| 3                    | Tunisien (TUN)       | 4    | 0      | 1     | 5      |
| 4                    | Marocko (MAR)        | 1    | 2      | 9     | 12     |
| 5                    | Moçambique (MOZ)     | 0    | 1      | 3     | 4      |
| 6                    | Uganda (UGA)         | 0    | 1      | 0     | 1      |
| 7                    | Namibia (NAM)        | 0    | 0      | 3     | 3      |
| 8                    | Angola (ANG)         | 0    | 0      | 1     | 1      |
| 8                    | Kap Verde (CPV)      | 0    | 0      | 1     | 1      |
| 8                    | Kenya (KEN)          | 0    | 0      | 1     | 1      |
| Totalt (10 nationer) | Totalt (10 nationer) | 46   | 46     | 46    | 138    |

### Sammanlagt
*   Värdland ( Ghana)
| Nr                   | Nation               | Guld | Silver | Brons | Totalt |
| -------------------- | -------------------- | ---- | ------ | ----- | ------ |
| 1                    | Sydafrika (RSA)      | 53   | 37     | 19    | 109    |
| 2                    | Egypten (EGY)        | 28   | 43     | 29    | 100    |
| 3                    | Tunisien (TUN)       | 4    | 2      | 1     | 7      |
| 4                    | Algeriet (ALG)       | 2    | 2      | 7     | 11     |
| 5                    | Marocko (MAR)        | 1    | 2      | 10    | 13     |
| 6                    | Senegal (SEN)        | 1    | 0      | 4     | 5      |
| 7                    | Moçambique (MOZ)     | 0    | 1      | 3     | 4      |
| 8                    | Ghana (GHA)*         | 0    | 1      | 1     | 2      |
| 9                    | Mauritius (MRI)      | 0    | 1      | 0     | 1      |
| 9                    | Uganda (UGA)         | 0    | 1      | 0     | 1      |
| 11                   | Angola (ANG)         | 0    | 0      | 6     | 6      |
| 12                   | Namibia (NAM)        | 0    | 0      | 4     | 4      |
| 13                   | Kap Verde (CPV)      | 0    | 0      | 3     | 3      |
| 14                   | Kenya (KEN)          | 0    | 0      | 1     | 1      |
| Totalt (14 nationer) | Totalt (14 nationer) | 89   | 90     | 88    | 267    |